# Cheritra orpheus
Cheritra orpheus är en fjärilsart som beskrevs av Felder 1862. Cheritra orpheus ingår i släktet Cheritra och familjen juvelvingar. Inga underarter finns listade i Catalogue of Life.

## Bildgalleri

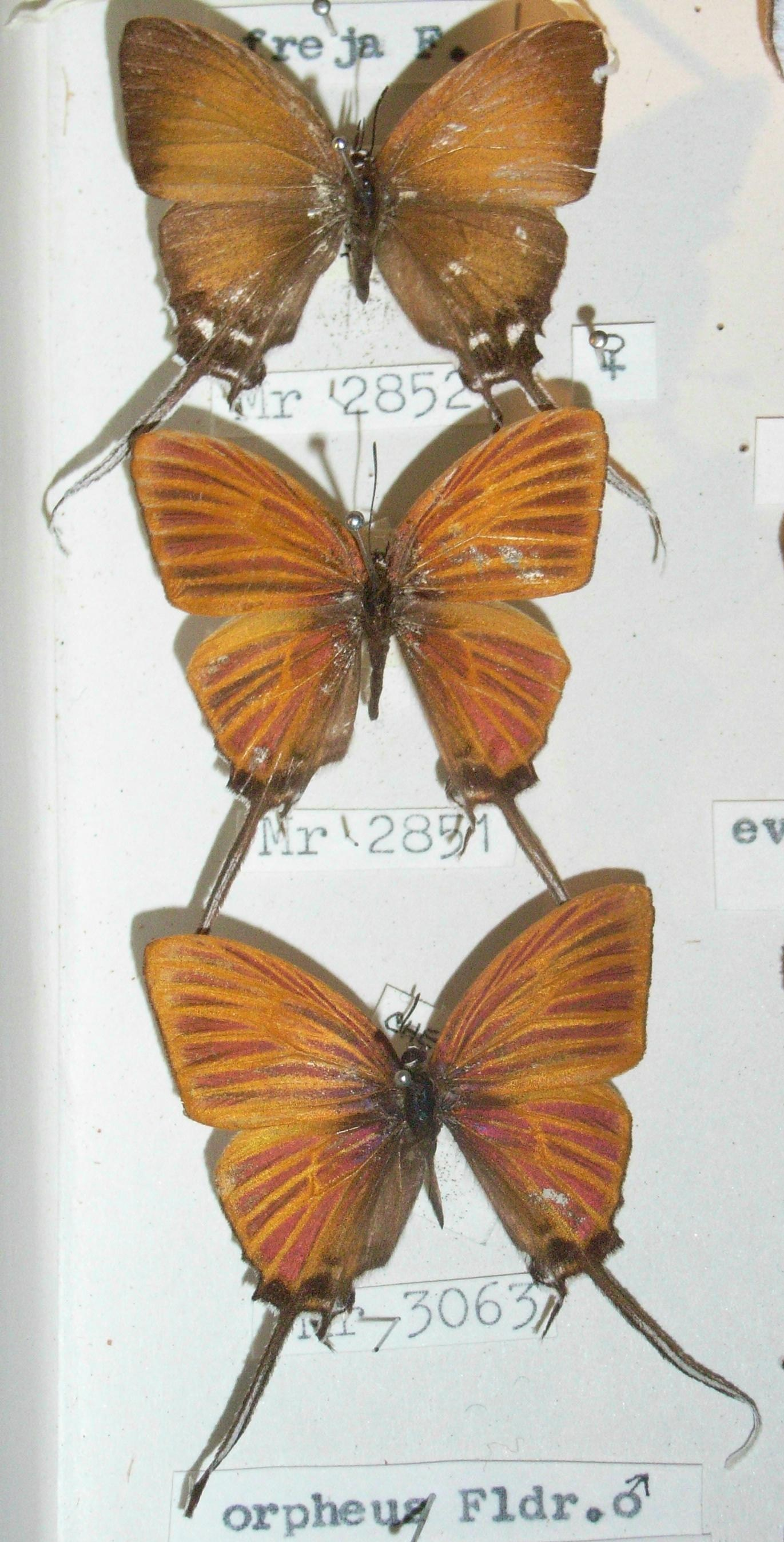
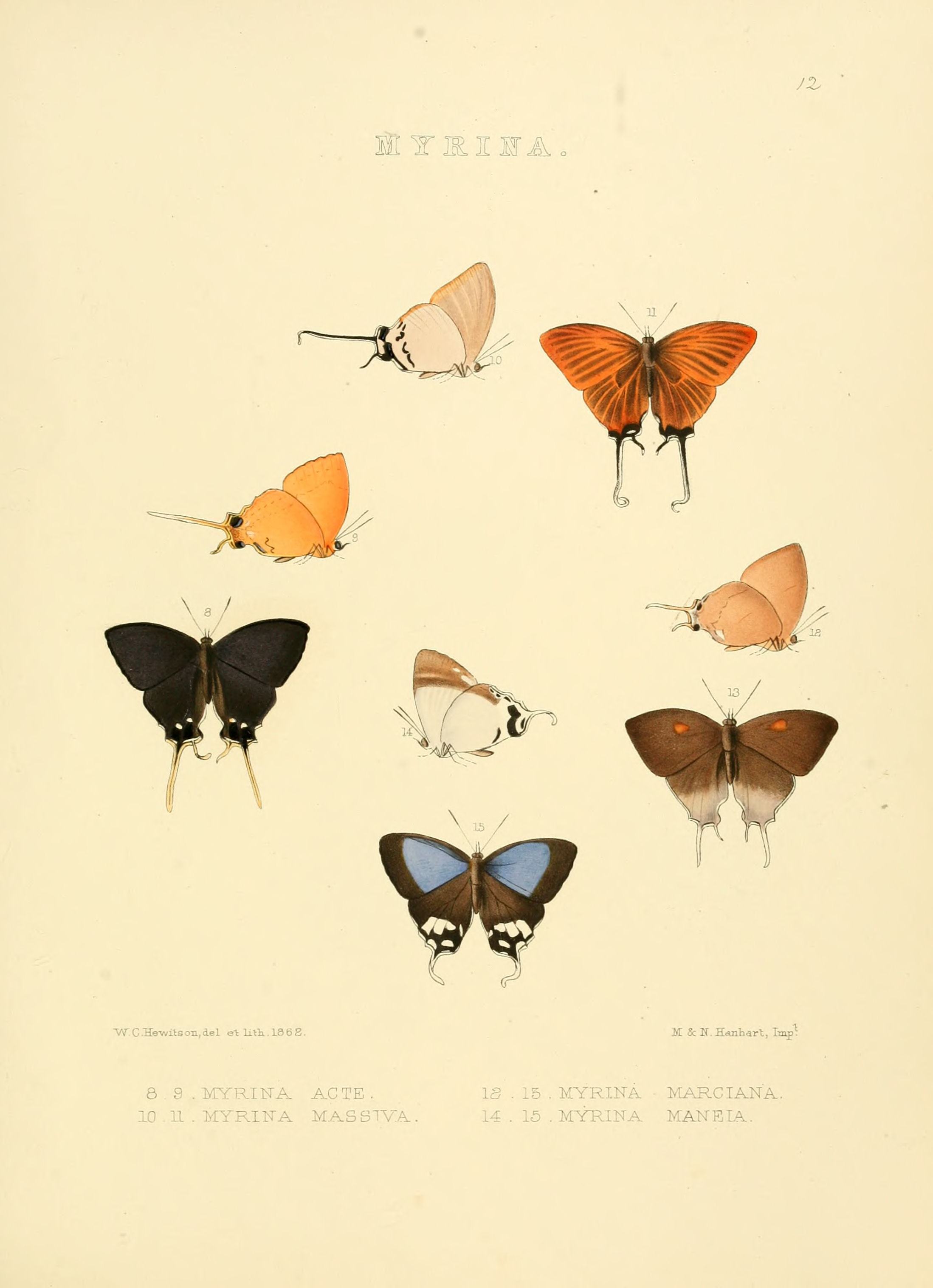
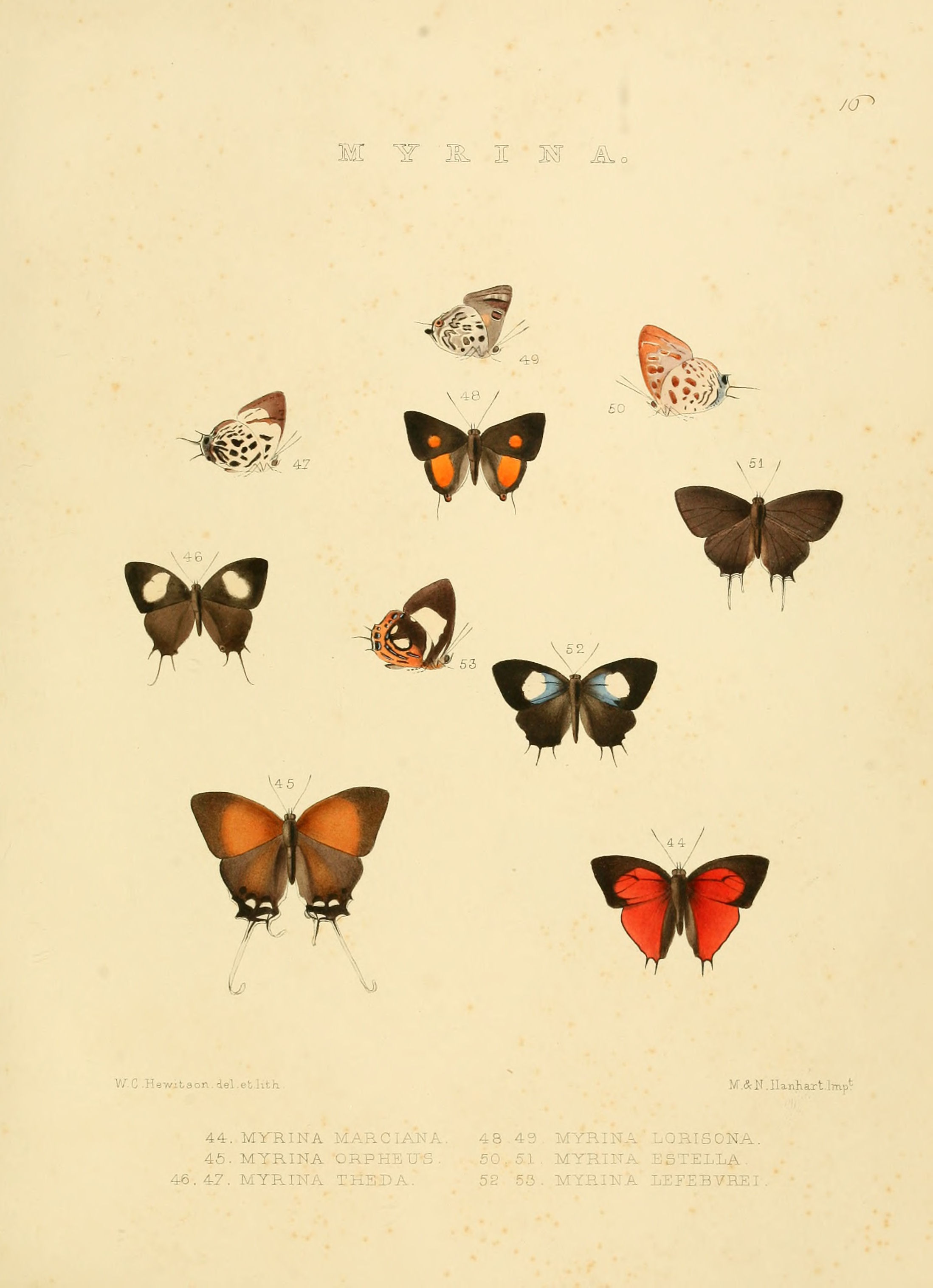
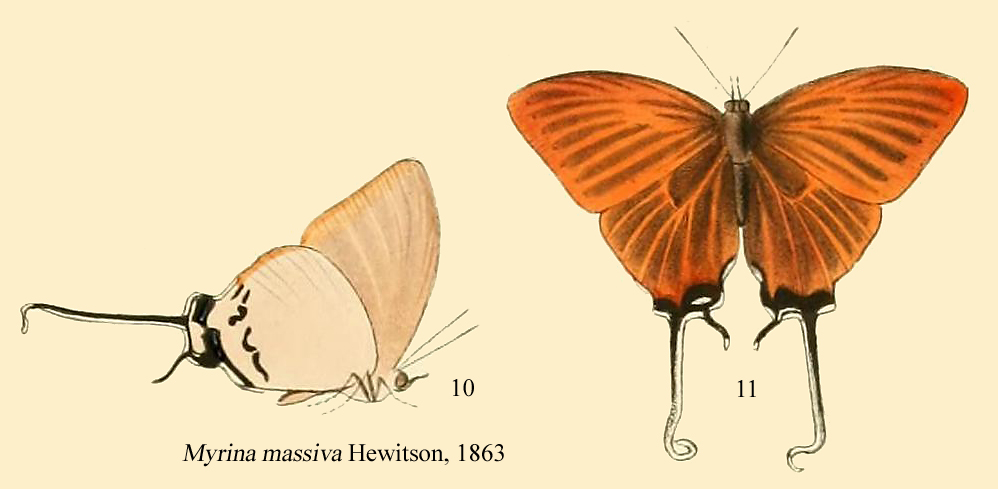